# رابرت کوپی
رابرت کوپی (انگلیسی: Robert Coppée; ۲۲ آوریل ۱۸۹۵ – ۱ ژانویهٔ ۱۹۷۰) بازیکن فوتبال اهل بلژیک بود.
وی به‌همراه تیم ملی فوتبال بلژیک به مقام قهرمانی بازی‌های المپیک تابستانی ۱۹۲۰ دست پیدا کرده‌است. 